# صوم واحتفال (رواية)
صوم واحتفال (بالإنجليزية: Fasting, Feasting)‏ هي رواية للكاتبة الهندية أنيتا ديساي، نشرت عام 1999، عن دار نشر تشاتو آند ويندوس.

## روابط خارجية
- صوم واحتفال على موقع الموسوعة البريطانية (الإنجليزية)